# Xayabury (huyện)
Xayabury hay Xay Nha Bu Ly (tiếng Lào: ໄຊຍະບູລີ) là một huyện (muang, mường)  thuộc tỉnh Xayabury ở bắc  Lào .